# 森美·李爾
森姆·"薩米"·李（英語：Samuel "Sammy" Lee，1959年2月7日—）是一名英格蘭足球教練，亦是一名已退役的英格蘭足球運動員，曾經效力多所球會，最為人熟悉的是在1970年代至1980年代間效力利物浦。森美·李爾亦曾代表英格蘭隊14次。

## 球員事業
森美·李爾在1975年9月加入利物浦擔任學徒球員，1978年4月8日在主場對李斯特城的聯賽首度代表一隊上陣，在開賽後6分鐘後備入替大衛·莊臣（David Johnson），並在56分鐘射入一球助球隊以3-2獲勝。一年前，他早已被主教練佩斯利選入參加歐洲冠軍球會盃準決賽的陣容，對來自瑞士的蘇黎世足球俱樂部，儘管森美·李爾沒有上陣，佩斯利說如果球隊需要他，他會毫不疑慮把他換入球場。
森美·李爾曾擔任英格蘭U21的隊長，在波比·笠臣任英格蘭國家隊主帥時曾14次把他選入國家隊，1982年11月17日首次代表國家隊上陣即在1984年歐國盃外圍賽作客3-0擊敗希臘中射入一球。1984年6月17日友誼賽對智利是最後一次代表國家隊。
1985年的受傷令森美·李爾的主力地位動搖，摩比（Jan Mølby）取代了他的位置，結果1986年8月，森美·李爾離開了效力多年的母會，加盟昆士柏流浪，後來又效力過西班牙的奧沙辛拿、英國南部港口城市的南安普顿，最後於保頓掛靴。

### 國際賽入球
| # | 日期           | 場地                         | 對手   | 進球 | 比數 | 比賽               |
| - | -------------- | ---------------------------- | ------ | ---- | ---- | ------------------ |
| 1 | 1982年11月17日 | 塞萨洛尼基，卡夫坦特佐格里奧 | 希臘   | 3-0  | 3-0  | 1984年歐國盃外圍賽 |
| 2 | 1983年10月12日 | 布達佩斯，人民體育場         | 匈牙利 | 2-0  | 3-0  | 1984年歐國盃外圍賽 |

## 擔任教練
1993年，當時擔任利物浦領隊的前紅軍隊長桑拿士邀請以往的隊友森美·李爾進入教練組。後來桑拿士離任領隊，森美·李爾仍獲後來的領隊伊雲斯和侯利亞留用，並與雅凯·克里沃斯尔（Jacques Crevoisier）共同執掌利物浦預備組及一隊教練，協助侯利亞。
森美·李爾曾在2001年兼任由艾歷臣執教的英格蘭國家隊，在2004年7月，森美·李爾最終離開利物浦擔任全職的國家隊教練組成員。
2005年6月，森美·李爾回到曾經效力的保頓擔任助理領隊，協助領隊艾拿戴斯。2006年8月，足總欲委任森美·李爾擔任英格蘭U21的領隊，但他拒絕，並離任成年國家隊的教練職務
。
艾拿戴斯在2007年4月離任保頓領隊，森美·李爾證實接任領隊，他執教的11場聯賽中僅勝一場，結果在2007年10月被解僱，成為該賽季第二位被解僱的領隊。
在森美·李爾和利物浦領隊賓尼迪斯一起看利物浦預備組的比賽後，有傳言指森美·李爾將回歸利物浦擔任賓尼迪斯的副手。亦傳言指列斯聯的領隊麥亞里士打有意邀請森美·李爾擔任助理領隊。
2008年5月16日，因利物浦的教練阿歷斯·米拿（Alex Miller）離任前往日本執教JEF聯市原·千葉，森美·李爾正式回歸利物浦擔任賓尼迪斯的副手，與利物浦簽訂兩年合約，擔任紅軍的助理領隊。2008年12月21日對阿仙奴的英超聯賽，森美·李爾暫代患上腎結石的領隊賓尼迪斯領軍，最終在客場酋长球场打成1-1。

### 執教數據
| 球隊 | 國家   | 任期開始      | 任期結束       | 紀錄 | 紀錄 | 紀錄 | 紀錄 | 紀錄          |
| 球隊 | 國家   | 任期開始      | 任期結束       | 場數 | 勝   | 負   | 和   | 得勝百分比(%) |
| ---- | ------ | ------------- | -------------- | ---- | ---- | ---- | ---- | ------------- |
| 保頓 | 英格兰 | 2007年4月30日 | 2007年10月17日 | 14   | 3    | 7    | 4    | 21.43         |

## 榮譽
利物浦
- 英格蘭甲組聯賽〈頂級〉
  - 冠軍：1981/82年、1982/83年和1983/84年；
- 歐洲冠軍盃
  - 冠軍：1981年和1984年；
  - 亞軍：1985年；
- 歐洲超級盃
  - 亞軍：1978年和1984年；
- 英格蘭聯賽盃
  - 冠軍：1981年、1982年、1983年和1984年；
- 英格蘭慈善盾
  - 冠軍：1979年、1980年和1982年；
  - 亞軍：1983年和1984年；

## 外部連結
- 足球資料庫：森美·李爾的領隊統計數據
- 利物浦官方網頁 森美·李爾檔案
- LFCHistory.net 森美·李爾檔案 （页面存档备份，存于）
- Sporting-heroes.net 森美·李爾利物浦上陣紀錄(1975-81) （页面存档备份，存于）
- Sporting-heroes.net 森美·李爾利物浦上陣紀錄(1981-86) （页面存档备份，存于）
- Thisisanfield.com 森美·李爾訪問 （页面存档备份，存于）